# Anastas Kristofori
Anastas Kristofori (ur. 28 listopada 1943 we wsi Vuno k. Wlory, zm. 2 lutego 2022) – albański aktor teatralny i filmowy.

## Życiorys
W 1970 ukończył studia na wydziale aktorskim Instytutu Sztuk w Tiranie. W 1971 rozpoczął pracę w Teatrze Ludowym (alb. Teatri Popullor). Zadebiutował w roli Delfiego w dramacie Kariera Artura Ui Bertolta Brechta. Po raz ostatni wystąpił na scenie teatralnej w 2009 grając główną rolę w dramacie Haki Stërmilliego Burgjet plot liria në derë.
Na dużym ekranie wystąpił po raz pierwszy w 1976 grając rolę ekonomisty w filmie Lulekuqet mbi mure. Potem zagrał jeszcze w dziesięciu filmach fabularnych, w czterech z nich były to role główne.
Za rolę Piro w filmie Stolat në park został wyróżniony nagrodą aktorską na Festiwalu Filmów Albańskich. Przez władze Albanii został uhonorowany tytułem Zasłużonego Artysty (alb. Artist i Merituar).

## Role filmowe
- 1976: Lulëkuqet mbi mure jako ekonomista Stavri
- 1979: Ditë, që sollën pranverën jako Jaku
- 1982: Besa e kuqe jako Ndoc Marku
- 1983: Gracka jako Seit
- 1984: Kush vdes në këmbë jako kupiec
- 1984: Vendimi jako kwestor Antonio
- 1984: Kush vdes ne kembe jako Sotiraq
- 1987: Tela për violinë jako Vasil
- 1988: Stolat në park jako Piro
- 1988: Misioni përtej detit jako Mavrojanis
- 1998: Po vjen ai jako Perikliu